# 阿塔莱亚
阿塔莱亚是巴西米纳斯吉拉斯州的一个市镇。总面积1838.384平方公里，总人口15078人，人口密度8.2人/平方公里。